# Rodijs Macoha
Rodijs Macoha (Liepāja, 29 de octubre de 2002) es un jugador de baloncesto letón que juega de alero y forma parte de la plantilla del Baloncesto Fuenlabrada B de Liga EBA y alterna participaciones con el primer equipo del Urbas Fuenlabrada de la Liga Endesa.

## Trayectoria deportiva
Con tan solo 14 años, en 2017 ingresa en la cantera del Urbas Fuenlabrada y en su primera temporada en el conjunto madrileño disputaría los campeonatos de España tanto de categoría cadete como de júnior.
En la temporada 2019-20, formaría parte del equipo de Primera Nacional. También en 2019, sería seleccionado para disputar el Basketball Without Borders en el Elektrum Olympic Center de Riga, que reúne a los mejores jugadores y jugadoras de Europa sub-18, organizado conjuntamente por NBA y FIBA.
En la temporada 2020-21 forma parte del Baloncesto Fuenlabrada de Liga EBA y alterna los entrenamientos con el primer equipo de Liga Endesa.
El 3 de enero de 2021, hace su debut con Baloncesto Fuenlabrada en Liga Endesa con 18 años. El base disputó 39 segundos en una derrota frente al FC Barcelona por 67 a 83 en la jornada 18 de liga de la temporada 2020-21.

## Internacional
Es internacional en las categorías inferiores de la Selección de baloncesto de Letonia.